# Танский кодекс
Танский кодекс (кит. 唐律; пиньинь:Táng lǜ)-  уголовный кодекс, который был установлен и использовался во времена династии Тан в Китае. Дополненный гражданскими законами и постановлениями, он стал основой для более поздних династических кодексов не только в Китае, но и в других странах Восточной Азии. Кодекс синтезировал легистское и конфуцианское толкование закона. Созданный в 624 году н.э. и изменённый в 627 и 637 году н.э., он был обнародован в 652 году н.э. с 502 статьями в 12 разделах и дополнен комментариями (Tánglǜ shūyì 唐律疏議) в 653 году. Танский кодекс является самым ранним китайским кодексом, дошедшим до наших дней в полной форме.
| Раздел | Имя |
| ------ | --- |
| І      | Общие определения и правила                                                                                           |
| II     | Законы, касающиеся прохода в запрещенные места или через них (царские дворцы, городские ворота, стены, погранзаставы) |
| III    | Правонарушения, совершенные должностными лицами при исполнении ими своих служебных обязанностей                       |
| IV     | Законы о крестьянских семьях (земли, налоги, браки)                                                                   |
| V      | Законы о государственных конюшнях и складах                                                                           |
| VI     | Законы о войсках |
| VII    | Преступления против личности и против собственности                                                                   |
| VIII   | Правонарушения, совершенные в ходе драки                                                                              |
| IX     | Подделка и контрафакт                                                                                                 |
| X      | Различные законы особого характера                                                                                    |
| XI     | Законы о задержании виновных                                                                                          |
| XII    | Законы, касающиеся отправления правосудия                                                                             |

## Смотрите также
- Цинский кодекс
- Минский кодекс